# Markt (Rosmalen)

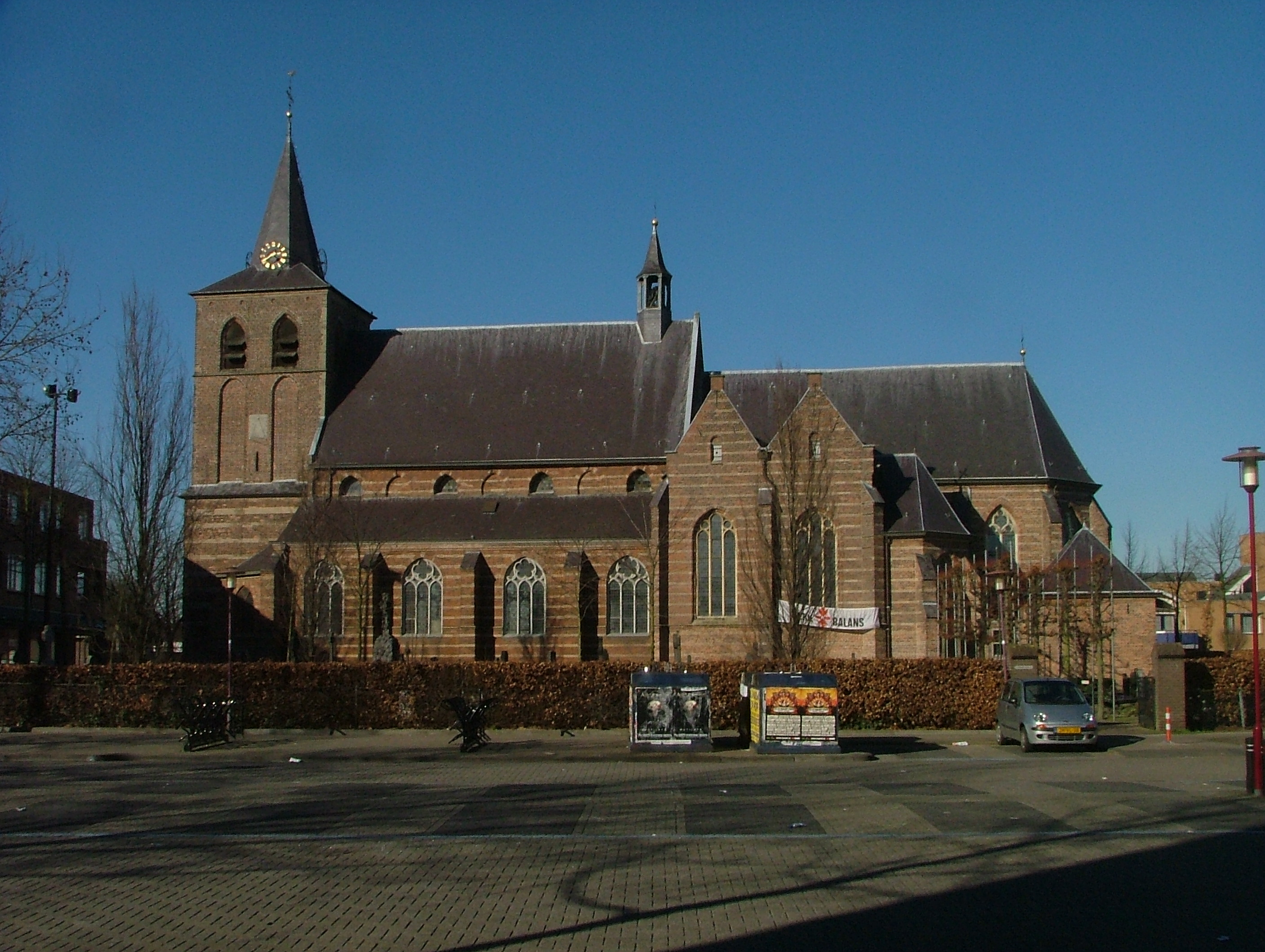
Sint Lambertuskerk aan de Markt.

De Markt is een plein in het centrum van Rosmalen. Aan het plein staat de Sint-Lambertuskerk. Het was vroeger de pastorietuin.
De Markt heeft zijn naam te danken aan de weekmarkt die tot in de jaren 90 op dit plein werd gehouden. Tot omstreeks 1911 was het de tuin van de pastorie. De tuin werd op last van het gemeentebestuur van Rosmalen verkleind. Er kwam toen een weg doorheen van de Deken Fritsenstraat naar de Dorpsstraat.
Bij de kerk lagen tot 1981 de graven van twee Canadese soldaten. Deze soldaten reden met hun motor op een mijn ter hoogte van wat nu de Peelhoeven is. De soldaten werden buiten het kerkhof van de Sint-Lambertuskerk begraven, omdat men niet met 100% zekerheid kon zeggen of ze katholiek waren of niet. In 1981 zijn de graven geruimd en zijn de soldaten herbegraven op de Canadian War Cemetery in Groesbeek. De beide graven hadden de bijnaam Het Slagveldje.